# Hans Joachim Einbrodt
Hans Joachim Einbrodt (* 12. Juli 1927 in Unseburg; † 9. Juni 2007 in Aachen) war ein deutscher Arzt und Hygieniker.

## Leben
Hans Joachim Einbrodt wurde 1927 als Sohn des Kunstfotografen Alfred Heinrich Einbrodt geboren. In Magdeburg besuchte er von 1933 bis 1937 die Volksschule und dann bis 1944 die Bernold-Otto-Oberschule für Jungen, bevor er im Juli 1944 zum Reichsarbeitsdienst einberufen wurde. Im Oktober 1944 als Panzergrenadier an die Front geschickt, wurde er nach Kriegsende als sowjetischer Kriegsgefangener im Speziallager 7 in Sachsenhausen interniert, wo er als Hilfspfleger, Leichenträger und Sektionsgehilfe im Lagerlazarett arbeitete. Erstes medizinisches Grundwissen lernte er von mitinhaftierten deutschen Ärzten. Dem russischen Chefarzt verdankt er, dass er nicht verurteilt und in die Sowjetunion verschleppt wurde, sondern im Februar 1950 freikam.
Einbrodt begann seine berufliche und wissenschaftliche Karriere nach Rückkehr aus der Kriegsgefangenschaft im März 1950 an der Medizinischen Forschungsanstalt der Max-Planck-Gesellschaft in Göttingen, wo er ab dem Wintersemester 1950 an der Georg-August-Universität das Studium der Humanmedizin aufnahm. In Göttingen wurde er Mitglied der Burschenschaft Holzminda. Sein Staatsexamen legte er 1956 ab, im Juni 1957 erhielt er die Approbation als Arzt und 1958 erwarb er seine Promotion. Von 1956 bis 1963 arbeitete er am Max-Planck-Institut für Experimentelle Medizin der Universität Göttingen. 1964 habilitierte er. Danach wirkte er als wissenschaftlicher Rat sowie als Privatdozent für Hygiene und Arbeitsmedizin im Institut für Staublungenforschung und Arbeitsmedizin der Universität Münster, wo er 1968 außerplanmäßiger Universitätsprofessor wurde und im Juni 1969 die Institutsleitung übernahm. Im selben Jahr folgte er einem Ruf auf den neu geschaffenen Lehrstuhl für Hygiene an der RWTH Aachen.
Einer seiner Schwerpunkte der wissenschaftlichen Tätigkeit ist das Gebiet des Umweltschutzes. So wurde er sofort in die damals an der RWTH mit großer Leidenschaft aufkommende Umweltdiskussion gedrängt. Da bei ihm außer Hygiene auch die Lehrbefugnis für das Fach Arbeitsmedizin vorlag – in beiden Gebieten war er Facharzt, stimmte 1971 die Fakultät der Umbenennung der Abteilung bzw. des Instituts in „Hygiene und Arbeitsmedizin“ zu und schuf 1972 das Lehr- und Forschungsgebiet „Arbeitshygiene“. Einbrodt gründete die Wissenschaftliche Gesellschaft für Umweltschutz, deren Vorsitzender er wurde. Ein weiterer Schwerpunkt lag in der Silikoseforschung. Er was Vorsitzender der Altlasten-Kommission des Landes Nordrhein-Westfalen. Er war auch ehrenamtlich in der Kommission Reinhaltung der Luft tätig.
Bis zu seiner Emeritierung am 31. Juli 1992 stand er dem Institut für Hygiene und Arbeitsmedizin vor. Von 1974 bis 1984 betreute er als verantwortlicher Hygieniker den Neubau des Klinikums Aachen. 1988 wurde an seinem Institut die erste umweltmedizinische Ambulanz in Deutschland eingerichtet. Knapp 250 wissenschaftliche Arbeiten zeugen von seinem fruchtbaren beruflichen Schaffen.

## Schriften
- Der Aufschluß des Gewebes mit Formamid als neue Methode zur histochemischen Darstellung anorganischer Substanzen mit Beispielen an Schnitten aus silikotischen Lungen. Göttingen 1958, Dissertation.
- Autor in: Grundfragen aus der Silikoseforschung. Band 3–6. Bochum, 1959–1964.
- Quantitative und qualitative Untersuchungen über die Staubretention in der menschlichen Lunge. Bochum 1965.
- Herausgeber der Zeitschrift Wissenschaft und Umwelt (ISU).

## Ehrungen
- 1976 Bundesverdienstkreuz